# Międzynarodowa Partia Piratów

Logo

Międzynarodowa Partia Piratów (ang. Pirate Parties International, w skrócie PPI) – organizacja międzynarodowa non-profit z siedzibą w Brukselii. skupiająca partie pirackie. Założona 18 kwietnia 2010 roku, obecnie reprezentuje członków z 42 krajów. W 2017 PPI otrzymało specjalny status konsultacyjny dla Rady Gospodarczej i Społecznej ONZ.

## Cele
Główne cele PPI to:
- pomaganie w ustanawianiu, wspieraniu i promowaniu partii piratów
- utrzymywanie komunikacji i współpracy między piratami na całym świecie
- propagowanie ochrony praw człowieka, wolnego dostępu do dóbr kultury
- liberalizacja prawa autorskiego.

## Ugrupowania członkowskie
Niektóre partie należące do PPI:
- Austriacka Partia Piratów
- Belgijska Partia Piratów
- Czeska Partia Piratów
- Piratpartiet (Dania)
- Islandzka Partia Piratów
- Niemiecka Partia Piratów
- Polska Partia Piratów
- Piratpartiet (Szwecja)
- Amerykańska Partia Piratów